# Nicole Linkletter
Nicole Linkletter (Grand Forks, Dakota del Norte; 27 de febrero de 1985) es una modelo estadounidense, más conocida por haber sido la ganadora de la quinta temporada del reality show America's Next Top Model.

## Vida cotidiana
Linkletter se graduó en el Grand Forks Río Rojo High School en 2003 y asistió a la Universidad de Dakota del Norte en Grand Forks y St. Cloud State University en St. Cloud, Minnesota, como directora de marketing, y actualmente trabaja en la Universidad Estatal de California Northridge. Anteriormente había trabajado en Victoria's Secret y Old Navy.

## Participación en America's Next Top Model
Nicole participó en el Ciclo 5 de la competencia. En la final, junto a Nik Pace, demostró en la pasarela de Gharani Strok una presencia contundente, lo que a la postre convenció a los jueces de su triunfo. Además de su estupendo "examen final", los jueces consideraron la superioridad de Linkletter, en cuanto a personalidad y portafolios. Es así que Nicole derrotó a Nik, y se convirtió en la ganadora más joven del concurso con tan solo 19 años de edad.
Tyra dijo de Linkletter: "Ella tiene algo más que esa'cosa' que hace a una modelo -el cuerpo, el rostro, el carácter-... Nicole me recuerda a las modelos que conocí en Europa cuando yo tenía 17 años". Los jueces Twiggy y Nigel Barker dijeron que Nicole era "La Rosa Inglesa". Aunque Linkletter brindó muy buenas fotografías, no ha recibido grandes alabanzas por ellas, pues en sus fotos solo resalta su belleza natural y no consigue pasar al "siguiente nivel". De hecho, otras participantes —incluso algunas que no han ganado ANTM— han sido objeto de elogios debido a sus logrados portafolios. Linkletter es hasta ahora la única ganadora que no ha aparecido en los siguientes ciclos como invitada.

## Vida después de America's Next Top Model
En agosto de 2006, dejó Ford Models (NY), y firmó por Elite Model Management, L. A. Más tarde, dejó Elite Model Management y firmó para Nous Model Management en Los Ángeles. También se afilió a la compañía internacional ModelScouts.com.
Linkletter apareció en Elle Magazine (abril de 2006) para una sesión de fotos a cargo de Gilles Bensimon en París como parte de los premios de America's Next Top Model. Además, ella ha sido imagen de Elle Girl (febrero de 2006), Women's Health and Fitness Magazine (marzo de 2006), Lemonade Magazine (abril de 2006), y Vanidades Magazine (julio de 2006).
Los créditos de Linkletter incluyen participaciones en:Ford Fusion, Secret Deodorant and Vigoss jeans, Yank Clothing , Sele Clothing, Milk Boutique, So Low, Crystal Rock by Christian Audigier, Trovata, People Magazine, Jewel magazine, US Weekly Magazine, Girlfriend Magazine, Celebrity Living Magazine, Golf For Women Magazine, Grand Forks Herald, In Touch Weekly Magazine. Ella, asimismo ha modelado para la colección "Crystal Rock" de Christian Audigier.
Sus pasarelas incliyen: Gharani Strok Fashion show, Alice and Olivia (otoño de 2006), Fashion for Life Benefit Show 2006, The Society of Young Philanthropists Gala/Fashion Show 2006, Bebe (primavera de 2007) , Rozae Nichols Spring 07, Juan Carlos Obando Spring 07, y en la Italian Trade Commission Spring 2007 para Grimaldi Giardina Spring 2007.
Linkletter fue jueza de la final del certamen Miss USA 2006. Asimismo, Nicole ha aparecido muchas veces en The Tyra Banks Show.  Además, ella ha sido presentadora de varios segmentos del canal VH1, animando desfiles de belleza. Linkletter también ha modelado para E! Pre-Oscar show. Ella actuó en un comercial para PlayStation Portable. Nicole, también ha modelado para Liberty's de Londres. Además considerada como una de las únicas tres modelos de alta costura, que han pasado por el reality, después de Adrianne Curry (ciclo 1) y Yoanna House (Ciclo 2).